# إس دي إف غروب
إس دي إف غروب هي شركة إيطالية متخصصة في صناعة الآلات الزراعية  تأسست في عام 1927،
```
ويقع مقرها الرئيسي في بلدة 
تريفيجليو
. تعد المجموعة إحدى الشركات العالمية الرائدة في تصنيع 
الجرارات
، 
الحصادة دارسة
 
ومحركات الديزل
.
```